# پا لیها
پا لیها (به چینی: 帕丽哈؛ زادهٔ ۶ ژوئن ۱۹۹۶) یک کشتی‌گیر آزادکار کشور چین است.
از افتخارات وی می‌توان به کسب مدال برنز مسابقات قهرمانی کشتی جهان ۲۰۱۹ اشاره کرد.